# AMC Pacer
AMC Pacer es un automóvil compacto producido por American Motors Corporation, de 1975 a 1979.
Los trabajos del diseño comenzaron en 1971. La forma redondeada y la gran superficie del vidrio eran inusuales en comparación con los diseños de tres secciones tipo sedan de la época. La anchura del Pacer era igual  al de los vehículos de tamaño completo de los Estados Unidos en ese periodo, y este diseño único y característico fue promovido por la AMC como "el primer gran coche pequeño." El Pacer fue el primer auto moderno de producción en masa que usó el concepto de la cabina hacia adelante en los EE. UU.
El estilo aerodinámico y redondeado "jellybean" (gominola) han hecho de él un icono de la década de 1970. La superficie del cristal ocupaba el 37 por ciento de la del vehículo, y sus 3,6 m² eran el 16 por ciento más que el promedio de los automóviles de pasajeros de la época. El número de mayo de 1976 de Car and Driver lo apodaba "La pecera voladora", y también fue descrito como "la respuesta de la década de los setenta al modo de transporte de George Jetson" en un tiempo en el que "Detroit todavía estaba lanzando todavía coches del tamaño de un barco devoradores de gasolina."

## Diseño

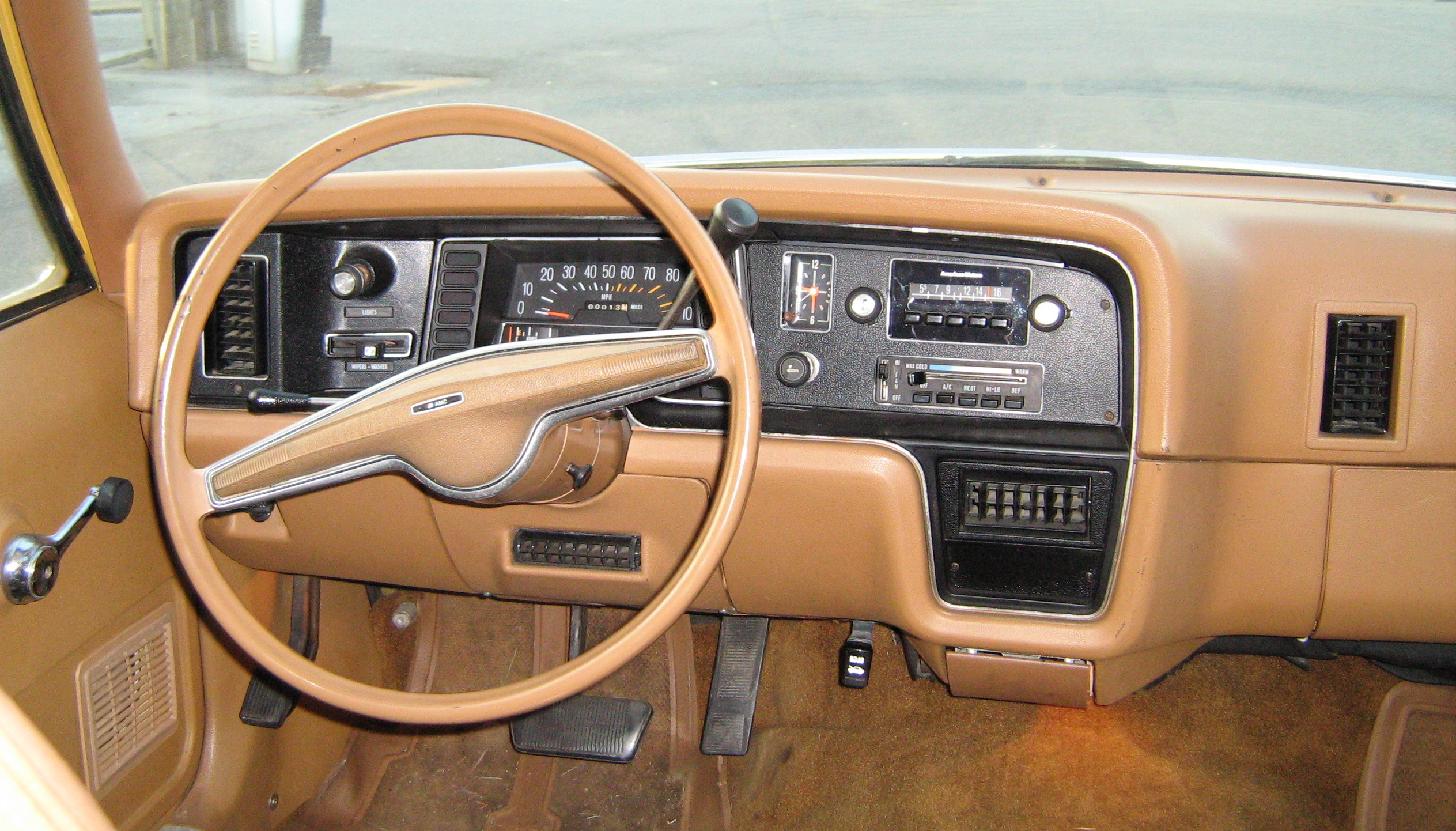
Diseño de tablero, panel de control y panel de instrumentos

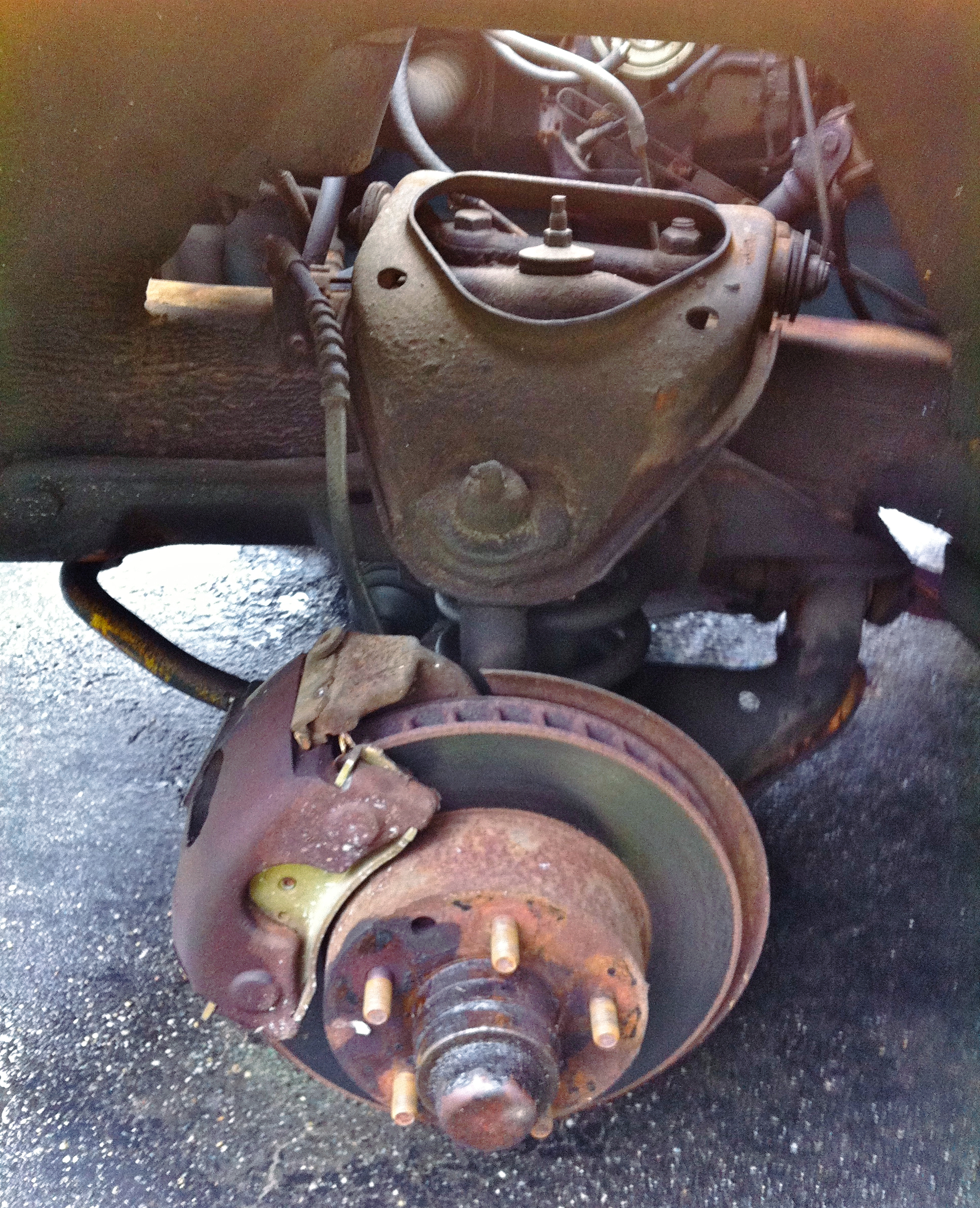
Suspensión delantera de horquilla independiente

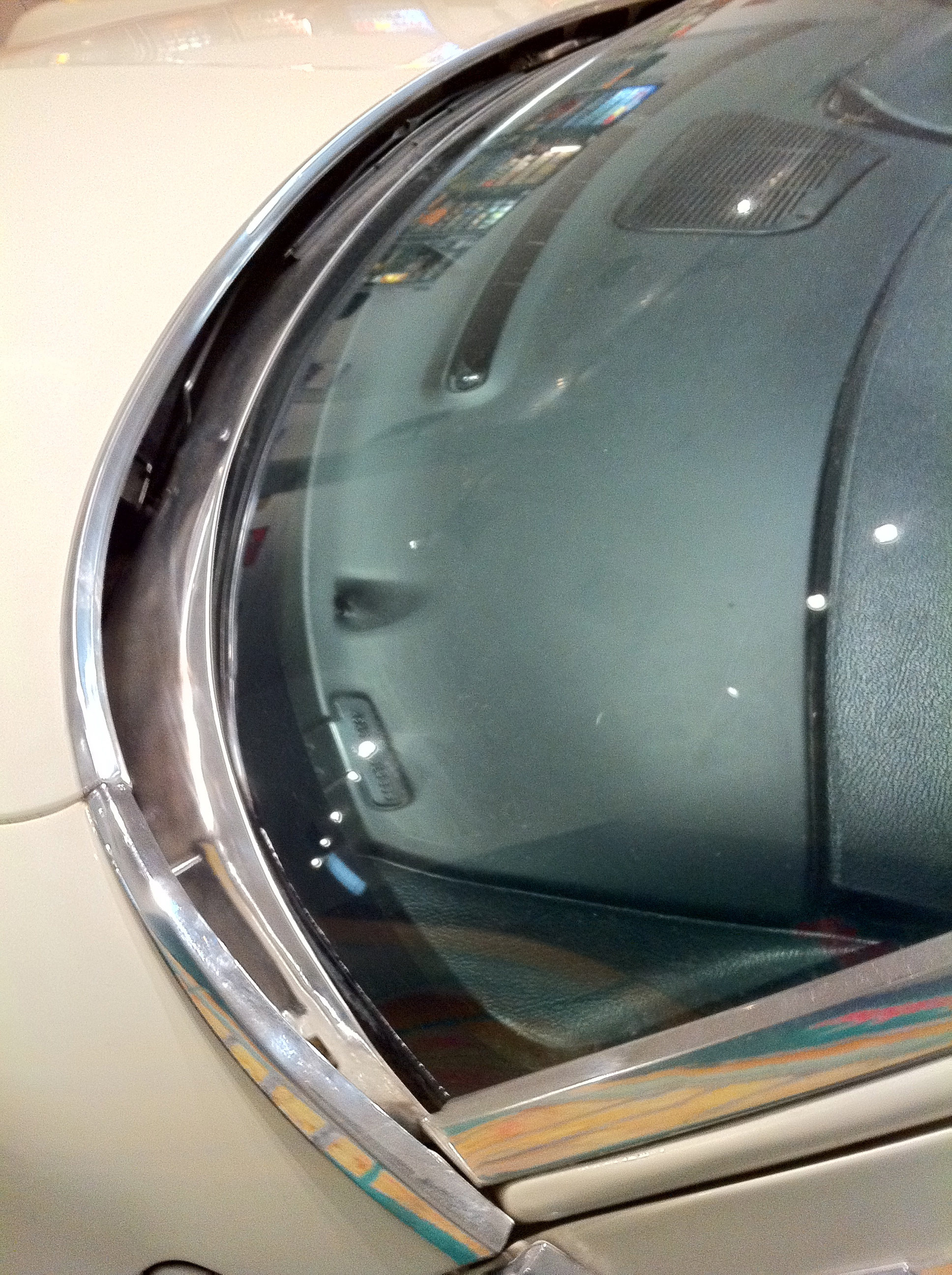
Limpiaparabrisas ocultos

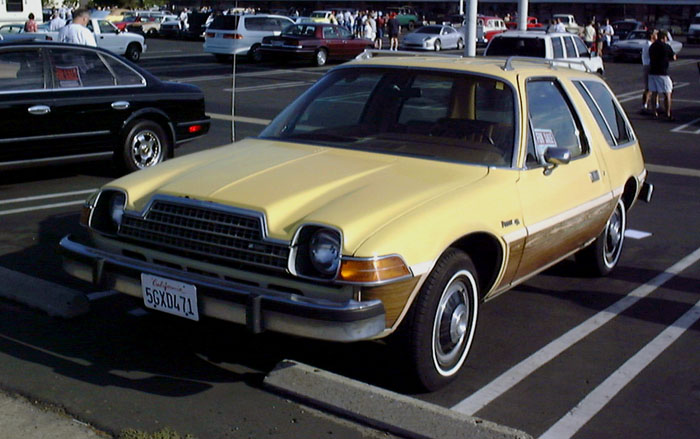
Guayín de 1978

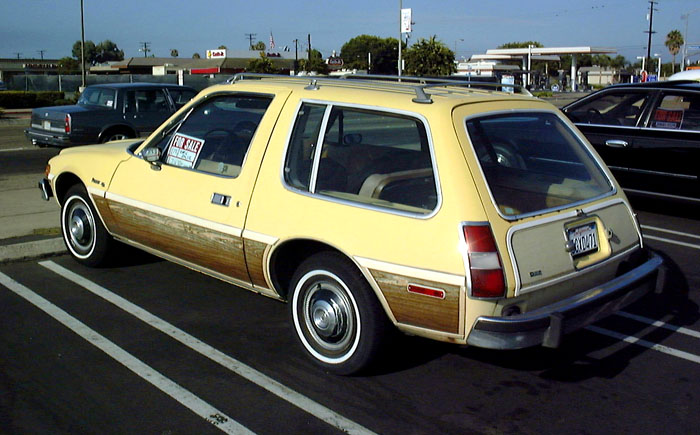
Parece más un familiar convencional que un cupé

El jefe de diseño de American Motors Richard A. Teague comenzó a trabajar en el Pacer en 1971, previendo un incremento en la demanda de vehículos más pequeños a través de la década. El nuevo coche fue diseñado para ofrecer el espacio interior y la sensación de un coche grande, al que los conductores estadounidenses tradicionales estaban habituados, pero con unas proporciones mucho menores, una aerodinámica cuidada, y con un exterior distintivo. American Motors lo llamó "Proyecto Amigo" como un diseño nuevo, "con un estilo de carrocería que no se había visto antes, utilizando la última tecnología, y superior a las próximas regulaciones de seguridad."
La revista Car and Driver señaló que: "AMC dijo que era el primer coche diseñado de adentro hacia afuera. Cuatro pasajeros fueron colocados con razonable holgura y a continuación el resto del coche fue construido alrededor de ellos de la forma más compacta posible."
La forma era muy redondeada, con una enorme superficie acristalada, algo muy inusual por entonces. La revista Road & Track, lo describió como "fresco, audaz y de aspecto funcional".
El desarrollo estuvo a cargo del vicepresidente del Grupo de Productos Gerald C. Meyers, cuyo objetivo era desarrollar un coche realmente único: "todo lo que hacemos debe distinguirse por ser significativamente diferente de lo que se puede esperar de la competencia". Incluso antes de su introducción, el presidente de la junta directiva Roy D. Chapin, Jr.,  describió: "va a ser un coche visiblemente diferente, tal vez incluso controvertido... Es una idea que representa una transición entre lo que ha sido y lo que viene. El hoy frente al mañana". Mecánica Popular, escribió: "Esta es la primera vez en la historia de la industria estadounidense del automóvil que un fabricante de automóviles ha dicho con antelación que un nuevo producto puede que a algunas personas no les guste".
Un sinnúmero de ideas futuristas fueron exploradas por AMC. Pero la empresa carecía de los recursos necesarios para la construcción de componentes desde cero y necesitaba utilizar proveedores externos o adaptar piezas existentes y utilizar sus instalaciones de producción. Único para ser relativamente pequeño, el Pacer era tan ancho como un automóvil estadounidense de tamaño completo de la época. American Motors no lo describió como "cabina delantera", pero el Pacer incluyó ruedas desplazadas hacia las esquinas de la plataforma (con guardabarros cortos), una carrocería ancha, y los pilares se movieron hacia adelante; de forma que el parabrisas se colocó sobre el compartimento del motor. Contrariamente a lo que se suele decir, el Pacer no fue ampliado en seis pulgadas (152.4 mm) con el fin de disponer de espacio para acomodar la tracción trasera. El editor de Road & Track, afirmó que la tracción delantera, así como un motor de configuración transversal, estaban entre los "diversos diseños mecánicos ... rechazados por la gente en AMC", agregando que "es poco probable que alguna vez hubiera mucha esperanza de ser capaz de producir algo distinto a su tradicional esquema de motor delantero y tracción trasera, con el uso de componentes que ya están en producción."
La publicidad de AMC en 1975 con la que se introdujo el modelo lo proclamaba como "el primer gran coche pequeño." El ancho fue dictado en parte por la estrategia de mercado —los conductores en los Estados Unidos estaban acostumbrados a los vehículos grandes y el Pacer daba la impresión a los ocupantes de estar en un coche más grande— y en parte por el hecho de que las líneas de montaje de AMC ya estaban configuradas para coches de tamaño completo.
El diseño de baja resistencia aerodinámica de Teague, que precedió a la crisis de combustible y a la inundación de importaciones de coches pequeños en el mercado estadounidense, fue muy innovador. Su coeficiente de arrastre / resistencia de 0.43 era relativamente bajo para ese momento. Teague incluso eliminó sin problemas los vierteaguas, combinándolos con la parte superior de las puertas en el techo, un detalle aerodinámico que, a pesar de que se criticó en su tiempo por permitir el goteo de la lluvia en el asiento delantero al abrir las puertas, se ha convertido en la norma en los actuales diseños.
También un detalle único fue que la puerta del acompañante era cuatro pulgadas (101 mm) más larga que la del conductor. Esto hizo la entrada y salida de los pasajeros más fácil, en particular de los asientos traseros, aprovechando la mayor seguridad del lado de la acera en los países que se conduce por la derecha.
Un enfoque completamente nuevo también fue introducido por los ingenieros de AMC, con los novedosos sistemas de suspensión delantera y de montaje del motor. Fue el primer coche pequeño de Estados Unidos en aislar el ruido del motor y del sistema de suspensión del compartimento de pasajeros. La suspensión delantera entera estaba montada en un travesaño aislado de las extensiones del bastidor por medio de bujes de goma pesados. También era diferente de todos los otros modelos de AMC, con el resorte helicoidal situado entre los dos brazos de control, colocado entre el brazo inferior del sistema oscilante por debajo y el travesaño de suspensión/montaje del motor en la parte superior. La suspensión trasera también estaba aislada, requiriendo una herramienta especial para presionar los bujes de una sola pieza dentro y fuera de los soportes de montaje.
Otros aspectos de Pacer fueron diseñados para facilitar su mantenimiento, incluyendo el tablero y el panel de instrumentos —el uso de un número mínimo de tornillos de fácil acceso, con cubierta de bisel extraíble sin la necesidad de desconectar el cable del velocímetro, y permitiendo un sencillo acceso a las lámparas de iluminación para sustituirlas. El diseño del Pacer se consideró en términos de igualdad con el nuevo Dodge Aspen-Volare compacto.

## Producción

### México
El Pacer fue producido en México por Vehículos Automotores Mexicanos (VAM) a partir de 1976. Los coches eran comercializados en la categoría de lujo tasado como prémium. En VAM las versiones comercializadas contaban con motores, interiores, y otros componentes diferentes a los originales empleados en EE. UU. porque los vehículos debían tener al menos un 60% de componentes de origen mexicano. El motor era un diseño de AMC, pero modificado y construido por VAM. Único para México, se ofrecía con un motor de 6 cilindros en línea estándar de 282 plgs³ (4616 cc). Este fue diseñado para poder utilizar combustible de bajo octanaje y en zonas de gran altitud. Este motor disponía de pistones cóncavos con un diámetro de 3,909 plg (99,3 milímetros) y una carrera de 3,894 plg (98,9 milímetros), así como una culata múltiple de escape único. El motor V8, las transmisiones de cuatro velocidades, de tres velocidades con overdrive y el estilo de carrocería familiar del guayín no estuvieron disponibles en México.